# آتاگی نوبویاسو
آتاگی نوبویاسو (به ژاپنی: 安宅信康 Atagi Nobuyasu); ۱ ژانویهٔ ۱۵۴۹ – ۱ ژانویهٔ ۱۵۷۸) سامورایی اهل ژاپن وی پسر آتاگی فویویاسو و برادرزاده میوشی ناگایوشی، رهبر خاندان میوشی بود.